# TT97
| i | mn · n | m | F4 · t · Z1 |

| i | mn · n | m | F4 · t · Z1 |

TT97 (Theban Tomb 97) è la sigla che identifica una delle Tombe dei Nobili ubicate nell’area della cosiddetta Necropoli Tebana, sulla sponda occidentale del Nilo dinanzi alla città di Luxor, in Egitto. Destinata a sepolture di nobili e funzionari connessi alle case regnanti, specie del Nuovo Regno, l'area venne sfruttata, come necropoli, fin dall'Antico Regno e, successivamente, sino al periodo Saitico (con la XXVI dinastia) e Tolemaico.

## Titolare
TT97 era la tomba di:
| Titolare  | Titolo                | Necropoli           | Dinastia/Periodo                  | Note                                                                        |
| --------- | --------------------- | ------------------- | --------------------------------- | --------------------------------------------------------------------------- |
| Amenemhat | Primo Profeta di Amon | Sheikh Abd el-Qurna | XVIII dinastia (Amenhotep II -?-) | in alto sul versante est della collina, a poca distanza, a nord, della TT99 |

## Biografia
Unici dati biografici rilevabili, il nome del padre, Duhtihotep, Supervisore dei costruttori di sandali del tempio di Amon, e prete "wab".

## La tomba
La tomba ricalca, in linea di massima, la forma a "T" rovesciata tipica del periodo; da un cortile, un breve corridoio dà accesso ad una sala trasversale. Da questa si diparte una seconda sala perpendicolare alla prima non ultimata. Sulle pareti (danneggiate) i resti di testi e immagini di uomini in offertorio al defunto; i resti di una stele con un uomo inginocchiato. Un breve corridoio immette in una sala perpendicolare alla precedente sulle cui pareti un falco, rappresentazione di Horus, e Anubi quale sciacallo. In alto un uomo reca abiti e stoffe mentre più sotto un prete lettore dinanzi alla mummia.
La sala termina in un'altra sala trasversale, con quattro pilastri, sulle cui pareti una stele con testi autobiografici, frammenti di dipinti con quattro preti che purificano il defunto e una nicchia con rappresentazione di Anubi. Nella camera funeraria, sotterranea e il cui ingresso si apre nel cortile antistante la TT97, il sarcofago intrusivo di tale Thu, Costruttore di sandali del tempio di Amon (non è stato possibile stabilire il periodo di intrusione).

### Annotazioni
1. ↑  La prima numerazione delle tombe, dalla numero 1 alla 253, risale al 1913 con l’edizione del "Topographical Catalogue of the Private Tombs of Thebes" di Alan Gardiner e Arthur Weigall. Le tombe erano numerate in ordine di scoperta e non geografico; ugualmente in ordine cronologico di scoperta sono le tombe dalla 253 in poi.
2. ↑  I campi della Duat, ovvero l'aldilà egizio, si trovavano, secondo le credenze, proprio sulla riva occidentale del grande fiume.
3. ↑  Nella sua epoca di utilizzo, l'area era nota come "Quella di fronte al suo Signore" (con riferimento alla riva orientale, dove si trovavano le strutture dei Palazzi di residenza dei re e i templi dei principali dei) o, più semplicemente, "Occidente di Tebe".
4. ↑  le Tombe dei Nobili, benché raggruppate in un'unica area, sono di fatto distribuite su più necropoli distinte.
5. ↑  Le note, sovente di inquadramento topografico della tomba, sono tratte dal "Topographical Catalogue" di Gardiner e Weigall, ed. 1913 e fanno perciò riferimento alla situazione dell'epoca.
6. ↑  I preti "wab", ma anche "uab", o "uebu", appartenevano al basso clero ed erano incaricati della manutenzione degli strumenti del culto e degli oggetti comunque ad esso connessi. A loro competeva il lavacro e l'abbigliamento giornaliero della statua del dio presso cui operavano e a loro competeva il trasporto della statua del dio (generalmente su una barca sacra) durante le cerimonie. Erano gerarchicamente sottoposti ad un "grande prete wab" cui competevano le operazioni giornaliere di culto della divinità.
7. ↑  Era compito dei preti "lettori" l'organizzazione delle cerimonie e la recitazione ad alta voce, durante le cerimonie sacre, degli inni previsti. Proprio per tale conoscenza delle invocazioni giuste e corrette, i "lettori" venivano considerati detentori di poteri magici.

### Fonti
1. ↑  Porter e Moss 1927,  p. 197.
2. ↑  Gardiner e Weigall 1913.
3. ↑  Donadoni 1999,  p. 115.
4. 1 2  Porter e Moss 1927,  p. 203.
5. ↑  Gardiner e Weigall 1913, pp. 22-23.
6. ↑  Porter e Moss 1927,  pp. 203-204.